# Хмелівська сільська рада (Теребовлянський район)
Хмелі́вська сільська́ ра́да — адміністративно-територіальна одиниця та орган місцевого самоврядування в Теребовлянському районі Тернопільської області. Адміністративний центр — село Хмелівка.

## Загальні відомості
- Хмелівська сільська рада утворена в 1949 році.
- Територія ради: 7,04 км²
- Населення ради: 1 328 осіб (станом на 2001 рік)

## Історія
Винявська сільська рада — 1939, Хмелівська сільська рада — 1949.

## Населені пункти
Сільській раді підпорядковані населені пункти:
- с. Хмелівка
- с. Нова Брикуля
- с. Стара Брикуля

## Склад ради
Рада складається з 16 депутатів та голови.
- Голова ради: Садова Ольга Савівна
- Секретар ради: Горбач Галина Іванівна

### Керівний склад попередніх скликань
| Прізвище, ім'я, по батькові | Основні відомості                                                 | Дата обрання | Дата звільнення |
| --------------------------- | ----------------------------------------------------------------- | ------------ | --------------- |
| Садова Ольга Савівна        | Сільський голова, 1953 року народження, освіта вища, позапартійна | 26.03.2006   | 31.10.2010      |
| Садова Ольга Савівна        | Сільський голова, 1953 року народження, освіта вища, позапартійна | 31.10.2010   |                 |

Примітка: таблиця складена за даними сайту Верховної Ради України

### Депутати
За результатами місцевих виборів 2010 року депутатами ради стали:

#### За суб'єктами висування
| Суб'єкт висування | Кількість обраних депутатів | %   |
| ----------------- | --------------------------- | --- |
| Самовисування     | 16                          | 100 |

#### За округами
| № округу | Прізвище, ім'я, по батькові    | Дата визнання обраним | Освіта             | Партійна приналежність | Відомості про обраного депутата                      |
| -------- | ------------------------------ | --------------------- | ------------------ | ---------------------- | ---------------------------------------------------- |
| 1        | Войтович Надія Василівна       | 01.11.2010            | середня спеціальна | позапартійна           | приватне підприємство, продавець                     |
| 2        | Гевко Лілія Ярославівна        | 01.11.2010            | середня спеціальна | позапартійна           | приватне підприємство, продавець                     |
| 3        | Паращук Леся Ярославівна       | 01.11.2010            | середня спеціальна | позапартійна           | Дитячий садок «Малятко», повар                       |
| 4        | Хабурський Володимир Ігорович  | 01.11.2010            | середня спеціальна | позапартійний          | тимчасово не працює                                  |
| 5        | Снятовський Михайло Михайлович | 01.11.2010            | середня спеціальна | позапартійний          | Кафе-бар «Росинка» м. Тернопіль                      |
| 6        | Хамуляк Галина Любомирівна     | 01.11.2010            | вища               | позапартійна           | Хмелівська сільська рада, бухгалтер                  |
| 7        | Півторак Дмитро Миколайович    | 01.11.2010            | вища               | позапартійний          | школа-інтернат с. Струсів, вчитель                   |
| 8        | Явна Галина Петрівна           | 01.11.2010            | середня спеціальна | позапартійна           | приватне підприємство, продавець                     |
| 9        | Філь Іван Михайлович           | 01.11.2010            | вища               | позапартійний          | Аграрно-технічний коледж м. Бучач, викладач          |
| 10       | Семків Надія Степанівна        | 01.11.2010            | вища               | позапартійна           | Дарахівська загальноосвітня школа І-ІІІ ст., вчитель |
| 11       | Горбач Галина Іванівна         | 01.11.2010            | середня спеціальна | позапартійна           | Хмелівська сільська рада, секретар                   |
| 12       | Куріцький Володимир Степанович | 01.11.2010            | середня            | позапартійний          | Прикарпатський юридичний інститут, студент           |
| 13       | Хамуляк Петро Євгенович        | 01.11.2010            | середня спеціальна | позапартійний          | тимчасово не працює                                  |
| 14       | Шпит Михайло Михайлович        | 01.11.2010            | середня спеціальна | позапартійний          | тимчасово не працює                                  |
| 15       | Бурмас Володимир Богданович    | 01.11.2010            | середня            | позапартійний          | тимчасово не працює                                  |
| 16       | Стойко Володимир Петрович      | 01.11.2010            | вища               | позапартійний          | тимчасово не працює                                  |